# 法西斯 (贬称)

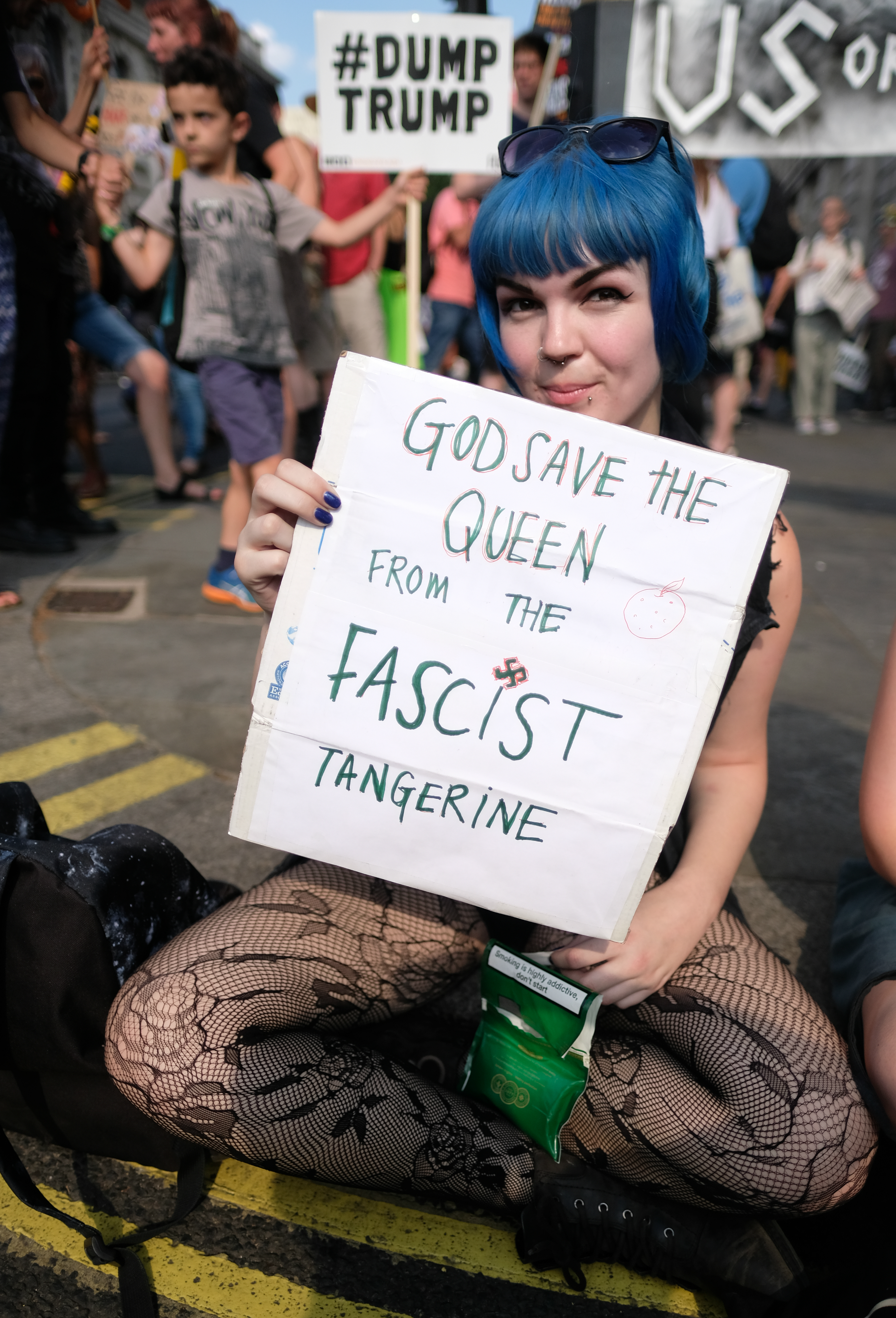
反对唐納·川普访问英国的抗议者

法西斯一词自20世纪20年代法西斯主义兴起以来常被当做贬称使用，用于称呼多种个人、政治运动、政府及公司机构。在苏联，“法西斯”和“法西斯主义”常用于描述如人民公敌等反苏行为和思想。这一用法也传至如东德等华约集团的东欧国家。在东德，柏林墙被称为“反法西斯防卫墙”。“反法西斯”一词在东欧十分常见，与共产党路线属同义词并包含对抗持不同政见者和西方世界的意思。1989年中国六四事件期间，有民众将入城戒严的中国人民解放军士兵称为“法西斯、刽子手”。